# Carebaco-Meisterschaft 2017
Die Carebaco-Meisterschaft 2017 (auch Carebaco International 2017) im Badminton fand vom 21. bis zum 25. August 2017 in Tacarigua in Trinidad und Tobago statt.

## Sieger und Platzierte
| Disziplin                 | Gold                             | Silber                                   | Bronze                           |
| ------------------------- | -------------------------------- | ---------------------------------------- | -------------------------------- |
| HerreneinzelCarebaco Open | Kevin Cordón                     | Karan Rajan Rajarajan                    | José Guevara                     |
| HerreneinzelCarebaco Open | Kevin Cordón                     | Karan Rajan Rajarajan                    | Samuel Ricketts                  |
| Dameneinzel               | Jamie Subandhi                   | Daniela Macías                           | Paula La Torre                   |
| Dameneinzel               | Jamie Subandhi                   | Daniela Macías                           | Fernanda Saponara Rivva          |
| Herrendoppel              | Gareth Henry Samuel Ricketts     | Phillip Chew Ryan Chew                   | Dennis Coke Anthony McNee        |
| Herrendoppel              | Gareth Henry Samuel Ricketts     | Phillip Chew Ryan Chew                   | Cory Fanus Dakeil Thorpe         |
| Damendoppel               | Daniela Macías Dánica Nishimura  | Nairoby Abigail Jiménez Licelott Sanchez | Ariel Lee Sydney Lee             |
| Damendoppel               | Daniela Macías Dánica Nishimura  | Nairoby Abigail Jiménez Licelott Sanchez | Monyata Riviera Tamisha Williams |
| Mixed                     | Daniel La Torre Dánica Nishimura | Bruno Barrueto Inés Castillo             | Samuel Ricketts Katherine Wynter |
| Mixed                     | Daniel La Torre Dánica Nishimura | Bruno Barrueto Inés Castillo             | William Cabrera Licelott Sanchez |
| Teams                     | Jamaika                          | Dominikanische Republik                  | Barbados                         |